# Moorefield (Nebraska)
Moorefield è un comune degli Stati Uniti d'America, situato nello Stato del Nebraska, nella Contea di Frontier.